# خوالنیتسه
خوالنیتسه (به چکی: Chválenice) یک منطقهٔ مسکونی در جمهوری چک است که در ناحیه پلزن-سیتی واقع شده‌است. خوالنیتسه ۹٫۹۳ کیلومتر مربع مساحت و ۶۹۵ نفر جمعیت دارد و ۴۵۵ متر بالاتر از سطح دریا واقع شده‌است.